# Сарцана
Сарца́на, Сардза́на (итал. и лиг. Sarzana) — коммуна в Италии, в регионе Лигурия, провинция Специя.
Население составляет 21 591 человек (2008 г.), плотность населения — 631 чел./км². Занимает площадь 34 км². Почтовый индекс — 19038. Телефонный код — 0187.
Покровителем коммуны почитается святой апостол Андрей, празднование 30 ноября.

## История
Город Сарцана в исторической области Луниджиана впервые письменно упоминается в грамоте императора Оттона I за 19 мая 963 года. В некотором роде Сарцана является некиим продолжением находившегося в этой местности древнеримского города-колонии Луна, оставленного жителями после набегов сарацин, заболачивания территории и распространения малярии. В результате бурного развития город получил в 1163 году от императора особые права и был окружён крепостными стенами. Позднее Сарцана по очереди принадлежала Пизе, Лукке, Генуе и Флоренции, пока в 1562 окончательно не вошла в состав генуэзских владений.

## Демография
Динамика населения:

## Администрация коммуны
- Официальный сайт: http://www.comune.sarzana.org

## Города-партнёры
- Вильфранш-де-Руэрг, Франция
- Эгер, Венгрия